# Kinazy janusowe
Kinazy janusowe, JAK (od ang. Janus-activated kinases) – rodzina niereceptorowych kinaz tyrozynowych mających udział w wewnątrzkomórkowej transdukcji sygnału w szlaku JAK-STAT. Początkowo nazwa JAK (1 i 2) była akronimem od just another kinase (ponieważ geny tych białek zostały zidentyfikowane podczas dużego przeglądu biblioteki ludzkiego DNA), ale ostatecznie przyjęło się rozwinięcie skrótowca jako Janus kinase. Nazwa nawiązuje do Janusa, rzymskiego boga o dwóch twarzach, gdyż kinazy JAK mają dwie domeny białkowe o odmiennym działaniu: jedna ma aktywność kinazową, a druga hamuje działanie pierwszej.
Do rodziny kinaz janusowych należą cztery białka:
- kinaza janusowa 1 (JAK1)
- kinaza janusowa 2 (JAK2)
- kinaza janusowa 3 (JAK3)
- kinaza tyrozynowa 2 (TYK2)

Kinazy janusowe są białkami wielkości 120–140 kDa, zawierającymi siedem homologicznych domen, z oznaczeniami od JH1 do JH7 (Janus homology). JH1 jest domeną kinazową, kluczową dla aktywności enzymatycznej białek rodziny JAK; zawiera konserwowane reszty tyrozynowe niezbędne do aktywacji (Y1038/Y1039 w JAK1, Y1007/Y1008 w JAK2, Y980/Y981 w JAK3, Y1054/Y1055 w TYK2). Fosforylacja tych reszt prowadzi do zmiany konformacji białka, umożliwiającej związanie substratu. JH2 jest domeną pseudokinazową; mimo że nie wykazuje aktywności kinazowej, jest niezbędna do katalitycznej aktywności białka, być może przez regulację aktywności domeny JH1. Domeny JH3–JH4 wykazują homologię z domenami SH2 (Src-homology-2). Koniec N białek rodziny JAK, zawierający domeny JH4–JH7, nosi nazwę FERM (akronim od 4.1 (four)-ezryna-radyksyna-moezyna); domena ta występuje też w białkach rodziny FAK (focal adhesion kinase) i ma udział w interakcjach białko–białko między kinazami janusowymi a receptorami cytokinowymi lub innymi kinazami.